# A Black Moon Broods over Lemuria
A Black Moon Broods over Lemuria (с англ. Чёрная луна восходит над Лемурией) — дебютный студийный альбом английской симфо-блэк-метал-группы Bal-Sagoth, вышедший в 1995 году.

## Об альбоме
Музыкально диск выдержан в жанре симфонического блэк-метала с элементами экстремального пауэр-метала. Музыка альбома включает в себя такие элементы, как сочетание скриминга и чистого вокала, мелодичные гитарные соло, сложные клавишные партии и бласт-биты.
Концептуально альбом построен вокруг легенды о континенте Лемурия.

## Список композиций
1. Hatheg Kla — 01:59
2. Dreaming of Atlantean Spires — 06:15
3. Spellcraft & Moonfire (Beyond the Citadel of Frosts) — 07:10
4. A Black Moon Broods over Lemuria — 09:53
5. Enthroned in the Temple of the Serpent Kings — 05:09
6. Shadows 'neath the Black Pyramid — 06:30
7. Witch-Storm — 05:07
8. The Ravening — 02:53
9. Into the Silent Chambers of the Sapphirean Throne (Sagas from the Antediluvian Scrolls) — 10:01

## Участники записи
- Byron Roberts – скриминг, чистый вокал;
- Chris Maudling – гитары;
- Jason Porter – бас-гитара;
- Jonny Maudling – клавишные, ударные.